# یهودیان بخارایی
یهودیان بخارایی یهودیانی از آسیای میانه‌اند که به گویش بخارائی که گویشی از زبان پارسی است، سخن می‌گویند. تعداد کلیمیان بخارایی را در حدود ۱۶۰٬۰۰۰ تا ۱۸۰٬۰۰۰ نفر تخمین می‌زنند. نام آن‌ها از نام امارت پیشین بخارا در آسیای میانه برگرفته شده که دارای شمار شایان توجهی یهودی بوده‌است. پس از فروپاشی شوروی، بیشتر شان به ایالات متحده (به ویژه فارست هیلز، نیویورک) و اسرائیل و شمار دیگری نیز به اروپا و استرالیا مهاجرت کوچیدند.

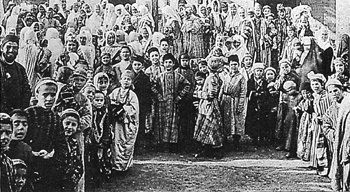
گروهی از کلیمیان بخارایی در سال ۱۸۹۰ میلادی

## پس‌زمینه

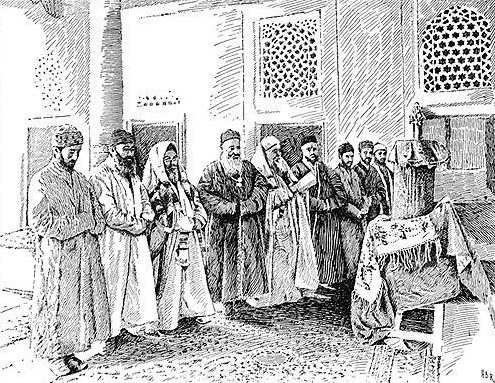
یهودان بخارایی

بر پایهٔ باورهای سنتی آنان بازماندگان دودمان نپتالی و ایساکار از دودمان‌های گم‌شدهٔ اسرائیل اند که در روزگار اشغال اسرائیل به دست آشوریان در سدهٔ ۷ پیش از میلاد تبعید شده‌اند. گفته می‌شود موج دوم یهودیان آسیای میانه بازماندگان اسرائیلیانی هستند که پس از تبعید سده‌های ۶ و ۵ پیش از میلاد در پی اشغالگری بابلیان دیگر به سرزمینشان بازنگشتند. ↵یهودیان بخارا اساساً برای ۲۵۰۰ سال از دیگر جامعه‌های یهودی جدا بوده‌اند ولی به هر روی توانستند با تفاوت‌هایی شگرف کیستی خود را پاس بدارند. آنان یکی از کهن‌ترین گروه‌های قومی-دینی آسیای میانه‌اند و در گذر سال‌ها، فرهنگ جداگانهٔ خود را پدیدآورده‌اند. در گذر سالیان، یهودیان کشورهای مشرق‌زمین مانند ایران، عراق، یمن، سوریه و مراکش همچون یهودیان اسپانیا پس از بیرون‌راندنشان از آن سرزمین از جادهٔ ابریشم به آسیای میانه مهاجرت کردند. همهٔ این یهودیان به هم پیوستند و جامعهٔ یهودیان بخارایی را پدیدآوردند. جامعهٔ یهودیان بخارایی در گذر سده‌ها با وجود اشغالگری‌ها و آزارها برجا ماند. ↵بیشتر یهودیان بخارایی در امارت بخارا (ازبکستان و تاجیکستان کنونی) می‌زیستند، در حالی که شمار اندکی از آنان نیز در روسیه، قزاقستان، ترکمنستان، افغانستان، قرقیزستان و دیگر بخش‌های شوروی پیشین زندگی می‌کردند. در امارت بخارا بیشتر گردآمدگی در تاشکند، سمرقند، بخارا و خوقند بود. در تاجیکستان نیز بیشتر در شهر دوشنبه می‌زیستند.
پیش از بخش‌بندی اسرائیل شماری از یهودیان بخارایی در میان افغانان پیشاور در پاکستان امروزی می‌زیستند. پس از بخش‌بندی و پدید آمدن اسرائیل کم و بیش همهٔ این‌ها به اسرائیل و دیگر کشورها رفتند. یک کنیسه در پیشاور همچنان پابرجاست اگر چه که دیگر کاربردی ندارد.

## نام و زبان

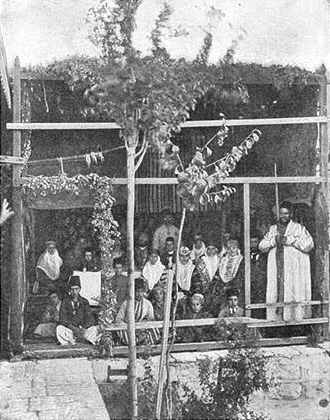
یهودیان بخارا در حال جشن گرفتن -قرن 20 میلادی

اصطلاح بخارایی از سوی اروپاییانی که پیرامون سدهٔ شانزدهم میلادی از آسیای میانه دیدار کرده‌اند به کار
گرفته شده‌است. در آن هنگام چون که بیشتر یهودیان، فرمان‌بردار امارت بخارا بودند بدین نام نامیده شدند، ولی آنان، خود را بنی‌اسرائیل می‌نامیدند.
یهودیان بخارا در میان خود به زبان فارسی سخن می‌گفتند و رفته‌رفته گویش بخارایی را پدیدآوردند که گویشی از زبان فارسی تاجیکی با نشانه‌هایی زبان‌شناختی از زبان عبری می‌باشد. این زبان ارتباطات با دیگر جامعه‌های همسایه را آسان می‌کرد و برای همهٔ جنبه‌های فرهنگی و آموزشی در میان آنان به کار گرفته می‌شد. این زبان به‌گستردگی به کار می‌رفت تا این که این سرزمین‌ها به دست روس‌ها روسی‌سازی شد و انتشار اطلاعات دینی متوقف شد. نسل سالمندتر بخاراییان زبان بخارایی را به عنوان زبان نخست به کار می‌برد و روسی را با لهجهٔ بخارایی بر زبان می‌آورد. نسل جوان‌تر روسی را به عنوان زبان نخست به کار می‌برد ولی زبان بخارایی را نیز درمی‌یافت و به کار می‌گرفت.
یهودیان بخارا جزو یهودیان میزراهی اند و از یهودیت سفاردی پیروی می‌کنند.

## تاریخ
نخستین نوشتارها دربارهٔ یهودیان آسیای میانه به آغاز سدهٔ چهارم میلادی بازمی‌گردد. در کتاب تلمود، ربی شموئیل بر بستا یکی از هموندان فرهنگستان تلمودی در پومبدیتا، یاد کرده‌است که به مرو در ترکمنستان امروزی سفر کرده‌است و نگران بوده‌است که شراب و الکلی که به دست یهودیان محلی فراوری می‌شده، کوشر نباشد. نوشتارهای یهودی استخوان‌دان‌های متعلق به سده‌های پنجم و ششم میلادی که میان سال‌های ۱۹۵۴ تا ۱۹۵۶ میلادی کشف شد، بودن یهودیان در مرو را اثبات می‌کند.
در گذر هزاره‌ها جامعهٔ یهودیان آسیای میانه که از یهودیان اسپانیا، شمال شرقی ایران و یهودیان عرب شکل گرفته بود، دوره‌های آزادی و کامیابی و نیز دوره‌های ستم و بیداد را از سر گذرانده‌است. با پاگیری جادهٔ ابریشم میان چین و غرب در سدهٔ دوم پیش از میلاد که تا سدهٔ شانزدهم میلادی به درازا کشید، شماری از یهودیان در امارت بخارا گرد آمدند و نقش برجسته‌ای در رونق این راه داشته‌اند. پس از اخراج به دست بابلیان، آنان به قلمرو شاهنشاهی پارس (هخامنشیان) رفته در آن پراکنده و کامیاب شدند. هر چند در سدهٔ پنجم دوره‌ای از آزار آغاز شد. بر پایهٔ کتاب میشناه فرهنگستان‌های پرآوازهٔ بابل بسته شد و شماری از یهودیان کشته و رانده شدند. پس از کشورگشایی عرب‌های مسلمان در سدهٔ هشتم میلادی، یهودیان (مانند مسیحیان) اهل ذمه به‌شمار رفتند و ناگزیر از پرداخت جزیه شدند. حملهٔ مغول در سدهٔ سیزدهم میلادی نیز اثرهای ناگواری بر یهودیان بخارایی گذاشت.

## سده‌های شانزدهم تا هجدهم
در آغاز سدهٔ شانزدهم میلادی، ازبکان کوچ‌رو به منطقه حمله کرده، آن را اشغال نمودند و سخت‌گیری‌های دینی را آغازیدند. حقوق آنان پایمال شد و شماری نیز ناچار به پذیرش اسلام شدند. در هنگام فرمانروایی ازبکان آنان رنج‌های فراوانی را تاب آوردند. آنان ناگزیر از پوشیدن جامه‌های سیاه و زرد (عسلی) شدند تا از مسلمانان جدا نمایانده شوند.
پیرامون سال ۱۶۲۰ میلادی، نخستین کنیسه در شهر بخارا ساخته شد. این کار برخلاف قانون خلیفهٔ دوم عمر بود که ساخت کنیسه‌های تازه را ناروا می‌دانست در حالی که ویران کردن کنیسه‌هایی نیز ناروا می‌کرد که پیش از اسلام ساخته شده بودند. موردی نیز هست که خلیفه عمر دستور ویرانی مسجدی را داده‌است که غیرقانونی بر روی ملک یهودیان ساخته شده بود. پیش از ساخت کنیسه، یهودیان جایگاهی مشترک در مسجد مسلمانان داشتند. این مسجد، مغاک عطاری (عطاران) نامیده می‌شد. برخی می‌گویند که یهودیان و مسلمانان در کنار هم در جایی یگانه و هم‌زمان نیایش می‌کردند. برخی از سرچشمه‌ها می‌گویند که یهودیان پس از مسلمانان نیایش می‌کردند. هزینهٔ نخستین کنیسهٔ یهودیان را دو تن پرداختند: نادر دیوان بیگی یکی از بزرگان سرشناس و بیوه‌ای گمنام که او را فرد بلندپایهٔ تیزهوشی گزارش کرده‌اند.
در گذر سدهٔ هجدهم، یهودیان بخارایی با برتری‌جویی‌ها و آزارهای شایان توجهی رو به‌رو شدند. مراکز آنان از کار بازماند و آنان برای تغییر دین زیر فشار قرار گرفتند. شمار آنان آشکارا کاسته شد تا جایی که کم و بیش از میان رفتند. فشار برای اسلام‌آوری، آزارها و جدا کردن آنان از دیگر یهودیان جهان مایهٔ ناآگاهی آنان از آموزه‌های دین یهود گردید. آن‌ها تنها ۳ کتاب از ۵ کتاب تورات را در دست داشتند و عبری نیز نمی‌دانستند. در میانهٔ سدهٔ هجدهم، بیشتر یهودیان بخارایی در امارت بخارا می‌زیستند.

## ربی یوسف میمون
در ۱۷۹۳، ربی یوسف میمون، یهودی‌ای سفاردی از شهر تطوان مراکش و قبالادان برجستهٔ صفاد، به بخارا سفر می‌کند و یهودیان را در شرایط بسیار ناگواری می‌یابد. او بر آن می‌شود که در آن‌جا بماند. میمون از این که بسیاری از یهودیان از قانون‌ها و آیین‌های دینشان ناآگاه‌اند دلگیر می‌شود. او رهبر دینی آنان می‌شود و می‌کوشد تا ایمان و پایبندی به دستورهای دینی را زنده گرداند. او روایت‌های فارسی را به روایت‌های یهودی سفاردی برمی‌گرداند. در این هنگام، یهودیان بخارایی کم و بیش نابود شده بودند که یهودیان خاورمیانه به آسیای میانه می‌آیند و به جامعهٔ یهودیان بخارا می‌پیوندند.

## سدهٔ نوزدهم

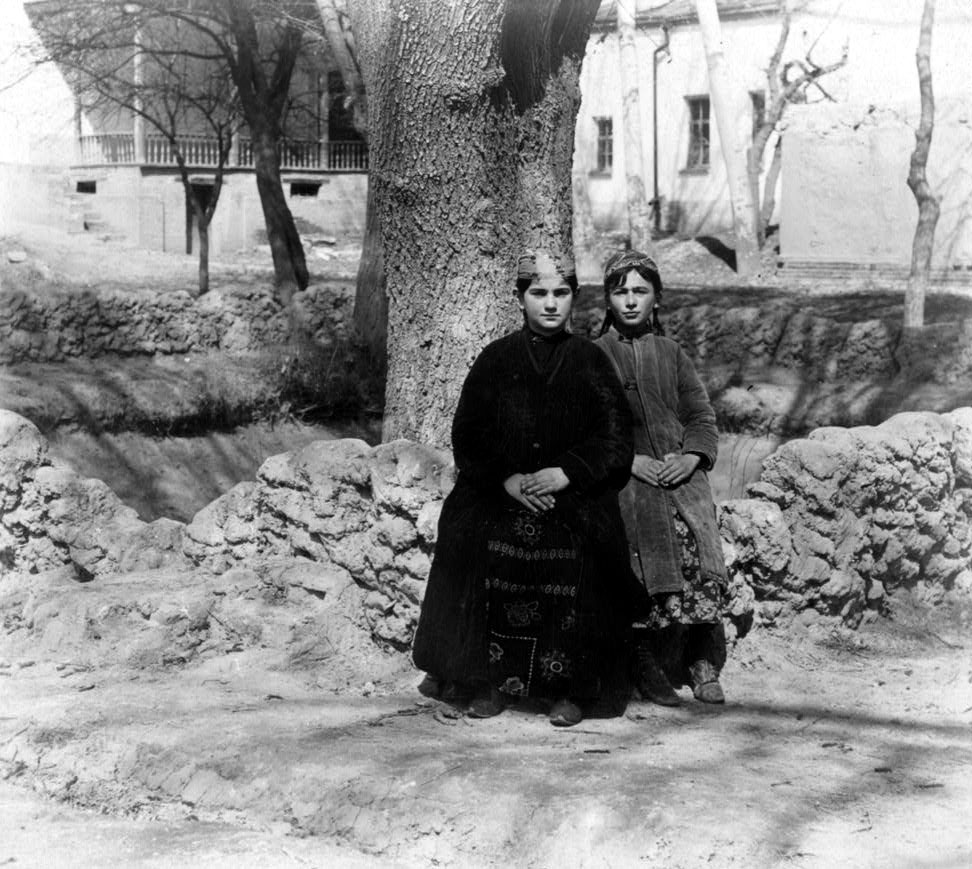
دخترانِ بخارایی، پیرامونِ سالِ ۱۹۰۰

در ۱۸۴۳ جوزف ولف یهودی نومسیحی شده از یهودیان بخارایی بازدید می‌کند. او در جستجوی دودمان‌های گم‌شدهٔ اسرائیل بود. وی دربارهٔ زندگی و آیین‌های مردم که یهودیان را نیز در بر می‌گیرد گفته‌های ارزشمندی نگاشته‌است. برای نمونه ۱۰٬۰۰۰ تنگهٔ نقره گرد آورد و زمینی در سمرقند نزدیک میدان ریگستان خرید که به محلهٔ یهودیان شناخته می‌شود.
در میانهٔ سدهٔ نوزدهم میلادی، یهودیان بخارایی مهاجرت به فلسطین را آغاز کردند. کوی و برزن آنان در بیت‌المقدس کوی بخاراییان نام گرفته و هنوز نیز برجاست.
در ۱۸۶۵، سربازان روس، تاشکند را گرفتند که به ورود شمار فراوانی از یهودیان به منطقهٔ نوبنیاد ترکستان انجامید. از ۱۸۷۶ تا ۱۹۱۶، یهودیان در پیروی از دینشان آزاد بودند. شمار فراوانی از یهودیان پیشه‌های بااعتباری در زمینه‌های پزشکی، حقوق و اداری به دست آوردند و شمار فراوانی پیشرفت کردند. بسیاری از یهودیان در هنرپیشگی، هنرمندی، رقصندگی، موسیقی، خوانندگی، تولید فیلم و ورزش کامیاب و سرشناس شدند. بسیاری نیز عنوان‌های «هنرمند مردمی ازبکستان»، «هنرمند مردمی تاجیکستان» و حتی «هنرمند مردمی اتحاد شوروی» (در روزگار شوروی) را به دست آوردند. آنان در جهان ورزش نیز کامیاب شدند و بسیاری از یهودیان ازبکستان مشت‌زنان و برندگان مدال برای کشور شدند.

## سدهٔ بیستم

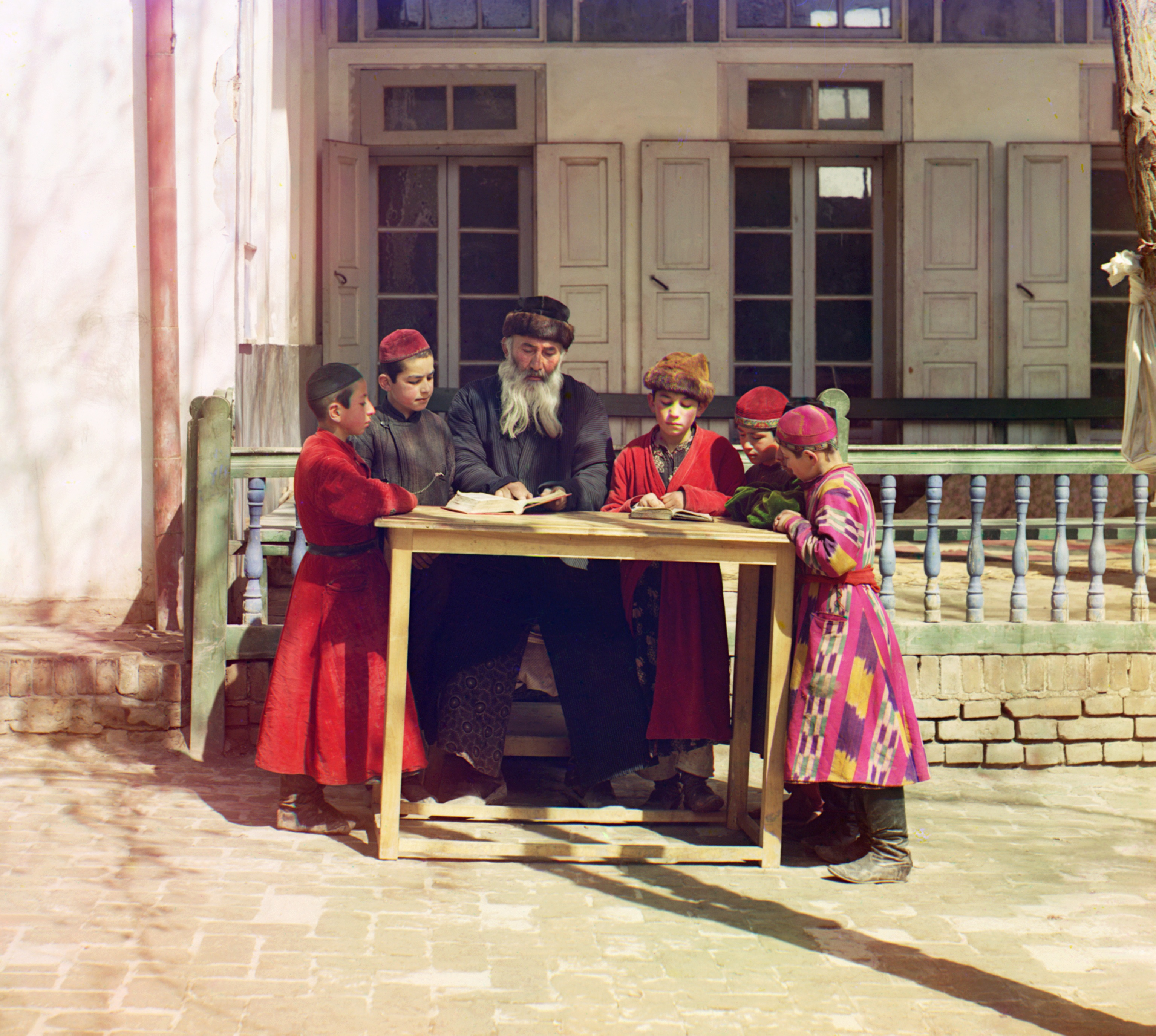
نگاره‌ای از کودکان یهودیان بخارایی در حین یادگیری مشق عبری از معلم خود در مکتب‌خانهٔ پسران در سمرقند. نگاره بین سال‌های ۱۹۰۵ تا ۱۹۱۵ میلادی، ثبت شده‌است.

پیش از شکل‌گیری دولت اسرائیل، یهودیان بخارایی یکی از جدا افتاده‌ترین جامعه‌های یهودی جهان بودند.
پس از پابرجایی حکومت شوروی در ۱۹۱۷، زندگی یهودیان به‌سختی افت کرد. در دهه‌های ۱۹۲۰ و ۱۹۳۰، هزاران یهودی، در پی ستم دینی، بازگیری دارایی‌ها، دستگیری‌ها و سرکوبی به فلسطین گریختند. در آسیای میانه، یهودیان کوشیدند که همراه با نشان دادن وفاداری به دولت، آیین‌های خود را پاس دارند. پس از جنگ جهانی دوم و هولوکاست، شمار فراوانی از پناهندگان یهودی اشکنازی از سرزمین‌های اروپایی به شوروی و اروپای شرقی و ازبکستان آمدند. در ۱۹۷۲ یکی از بزرگ‌ترین مهاجرت‌های یهودیان بخارایی در گذر تاریخ رخ داد. شمار فراوانی از یهودیان ازبکستان و تاجیکستان به اسرائیل و ایالات متحده مهاجرت کردند زیرا قانون‌های کمتر سخت‌گیرانه‌ای داشتند. در پایان دههٔ ۱۹۸۰ و آغاز دههٔ ۱۹۹۰ کم و بیش همهٔ یهودیان بخارایی آسیای میانه را به مقصد ایالات متحده، اسرائیل و اروپا یا استرالیا ترک کردند.

## پس از ۱۹۹۱

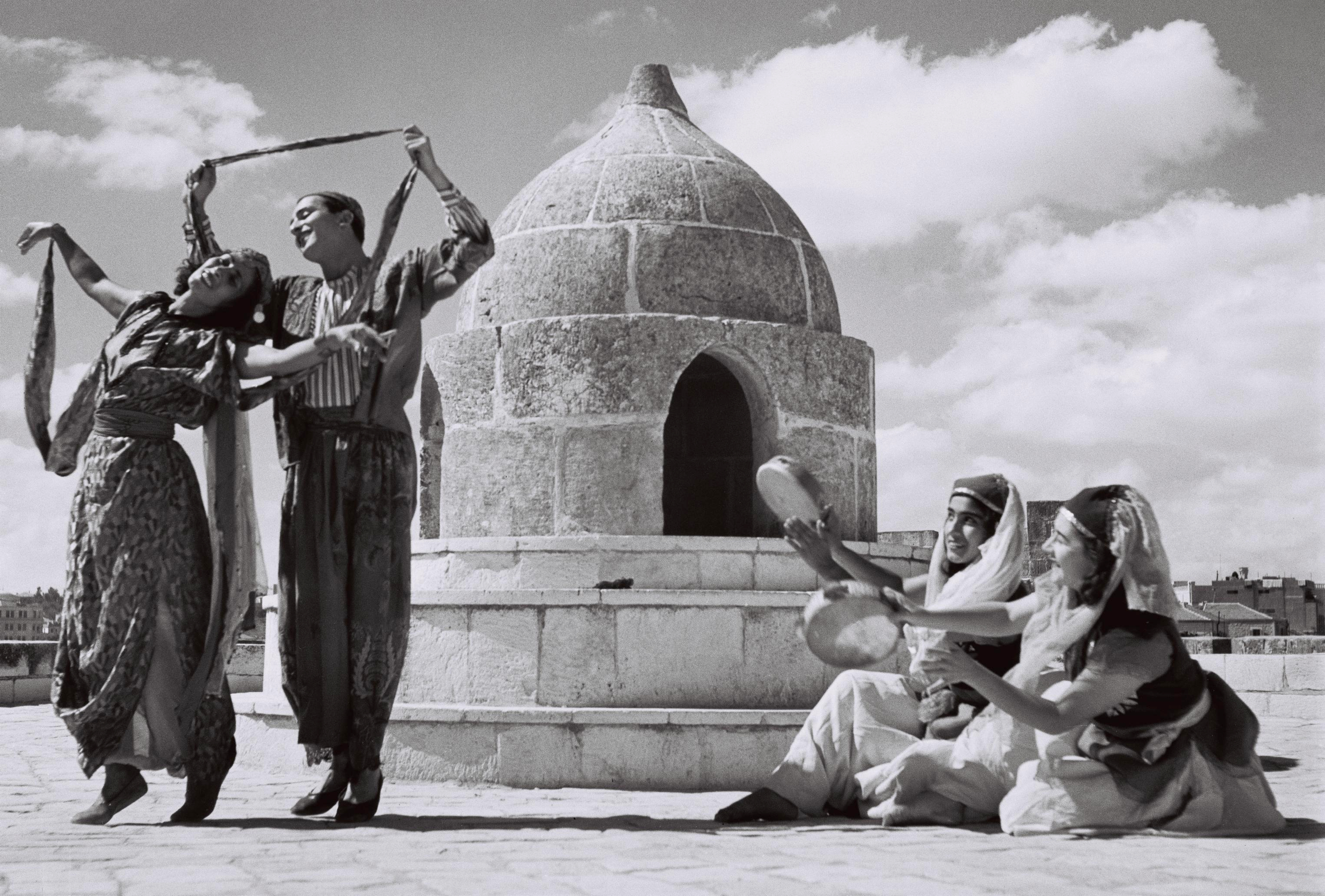
رقصندگان اسرائیلی باله در حال اجرای رقص محلی یهودیان بخارایی به سال ۱۹۴۶ میلادی

پس از فروپاشی شوروی و شکل‌گیری جمهوری مستقل ازبکستان در ۱۹۹۱، ملی‌گرایی، قوم‌گرایی و بیگانه‌هراسی در میان ازبکان رواج یافت. رخ‌نمایی بنیادگرایی اسلامی در ازبکستان و تاجیکستان مایهٔ افزایش ناگهانی مهاجرت یهودیان گردید. پیش از فروپاشی شوروی، ۴۵٬۰۰۰ یهودی بخارایی در آسیای میانه می‌زیستند.
امروزه، ۱۰۰٬۰۰۰ یهودی بخارایی در اسرائیل (بیشتر در کلان‌شهر تل‌آویو همچنین در شهرهای نزدیک تل‌کبیر، شاپیرا و کیریات شالوم) به سر می‌برند. ۵۰٬۰۰۰ تن در ایالات متحده (بیشتر در کوئینز و نیویورک)، چیزی پیرامون ۱۰۰ تا ۱۰۰۰ تن در ازبکستان و نزدیک ۵۰۰ تن در کانادا (بیشتر در تورنتو، انتاریو) زندگی می‌کنند. در تاجیکستان کم و بیش کسی بازنمانده‌است. (در سنجش با ۱۵٬۰۰۰ تن جمعیتشان در ۱۹۸۹)